# Epirhyssa theloides
Epirhyssa theloides là một loài tò vò trong họ Ichneumonidae.